# عير غانيم
عير غانم ( بالعبرية: עיר גנים) (ومعناه: مدينة الحدائق) هو حي يقع في جنوب غرب القدس، على حدود كريات مناحيم.

## تاريخ
بدأ بناؤه في عام 1953 لاستيعاب المزيد من المهاجري اليهود. تم بناء أول 500 وحدة سكنية من قبل شركة راسكو باستخدام معايير بناء أعلى من أحياء المهاجرين الجدد الأخرى. وكان لكل منزل حديقة خاصة. قبل الانتقال إلى عير غانم، كان معظم السكان يعيشون في معبروت (مخيمات انتقالية). وكانت بعض الأراضي مملوكة للصندوق القومي اليهودي والباقي قدمته إدارة أراضي إسرائيل.
سكان حي عير غانيم متنوعون، بما في ذلك الإسرائيليين الأصليين والمهاجرين من إثيوبيا وروسيا. يعتبر حيًا فقيرًا، ولكن فيه أقسام أكثر ثراءً، مثل عير غانيم ألف المطلة على جبال يهودا.
تمت تسمية العديد من الشوارع بأسماء دول أمريكا اللاتينية التي صوتت لصالح إنشاء دولة إسرائيل في عام 1948.